# すさみ町
すさみ町（すさみちょう）は、和歌山県の南端にある町。西牟婁郡に属す。
カツオ漁や「ケンケン船」で知られており、近世には熊野地域一帯の中心部となったこともある。

## 地理
すさみ町は紀伊半島のほぼ南端に位置し、太平洋に面している。海岸線は漁港を作るのに適したリアス式海岸で、今後発生が予測される南海トラフ巨大地震の際には、町内に最大10mの津波が到達することが予想されている。また、海域では沖合漁業が盛んである。町域の90パーセント以上が山林で占められており、平地が少ない。なお、この辺りの海岸は「枯木灘」として釣り人たちには有名で、町も観光事業の一環として釣り大会を盛んに行っているほか、釣具メーカー、オリムピックの主力工場がある。枯木灘海岸は貴重な地層（フェニックス褶曲）や江須崎、稲積島の暖地性植物群落なども存在し、一帯は吉野熊野国立公園の指定も受けている。すさみ町の中心集落は、周参見川の河口に開けた漁港の町・周参見であり、見老津、江住が主な集落であり、山間部の佐本川沿いにも小規模の集落が点在する。
2014年8月1日、政府は当町沿岸にある小島の一つに、「ソビエト」と命名することを発表した。釣り人の間で言い習わされてきた呼称だが、その由来は不明であるという。

### 隣接する自治体
以下の自治体と隣接している。
- 西牟婁郡 白浜町
- 東牟婁郡 古座川町、串本町

### 地区
旧周参見町地区（南西部）
- 周参見、太間川、口和深、和深川

旧江住村地区（南東部）
- 見老津、江住、里野、大鎌

旧大都河村地区（中部～北部）
- 小河内、防己、大谷、大附、小附、矢野口、矢ケ谷、柿垣内

旧佐本村地区（北東部）
- 佐本追川、佐本西栗垣内、佐本東栗垣内、佐本中、佐本中野、佐本西野川、佐本平野、佐本根倉、佐本深谷

### 気候
気候は沖合を流れる黒潮の影響により、昼夜での気温差が小さく、温暖な海洋性気候である。年間の平均気温はおよそ摂氏17度、年平均湿度は約70パーセント、年間降水量は約2,500ミリとなっている。
町の観光協会は1984年（昭和59年）から、2月の期間中にJR周参見駅ホームの温度計が午前7時時点で摂氏1度以下だった場合、「寒さ料」の返還として、すさみ町内の加盟する宿泊施設（ホテルベルヴェデーレなど）の個人客に対して次回の宿泊料を半額とする宿泊券を進呈するキャンペーンを実施している（2020年時点で実施を継続）。2006年までで過去1回だけ、2001年に記録したことがある。

### 人口
| |                                          |  |
| すさみ町と全国の年齢別人口分布（2005年） | すさみ町の年齢・男女別人口分布（2005年） |  |
| ■紫色 ― すさみ町 ■緑色 ― 日本全国 | ■青色 ― 男性 ■赤色 ― 女性                |  |
| すさみ町（に相当する地域）の人口の推移 \| 1970年（昭和45年） \| 8,222人 \| \| \| 1975年（昭和50年） \| 7,800人 \| \| \| 1980年（昭和55年） \| 7,299人 \| \| \| 1985年（昭和60年） \| 6,777人 \| \| \| 1990年（平成2年） \| 6,309人 \| \| \| 1995年（平成7年） \| 6,066人 \| \| \| 2000年（平成12年） \| 5,952人 \| \| \| 2005年（平成17年） \| 5,293人 \| \| \| 2010年（平成22年） \| 4,730人 \| \| \| 2015年（平成27年） \| 4,127人 \| \| \| 2020年（令和2年） \| 3,685人 \| \| |                                          |  |
| 総務省統計局 国勢調査より |                                          |  |
| 1970年（昭和45年） | 8,222人                                  |  |
| 1975年（昭和50年） | 7,800人                                  |  |
| 1980年（昭和55年） | 7,299人                                  |  |
| 1985年（昭和60年） | 6,777人                                  |  |
| 1990年（平成2年） | 6,309人                                  |  |
| 1995年（平成7年） | 6,066人                                  |  |
| 2000年（平成12年） | 5,952人                                  |  |
| 2005年（平成17年） | 5,293人                                  |  |
| 2010年（平成22年） | 4,730人                                  |  |
| 2015年（平成27年） | 4,127人                                  |  |
| 2020年（令和2年） | 3,685人                                  |  |

## 歴史
6世紀ごろから長らく熊野地域（おおよそ紀南）の中心となっていたが、1657年に口熊野奉行所が置かれてからは名実ともに南紀支配の中心地となった。

### 沿革
- 1955年（昭和30年）3月31日 - 周参見町（同日三舞村大字太間川を編入）・大都河村・佐本村が合併して発足。
- 1956年（昭和31年）4月1日 - 大字大鎌を江住村に編入。
- 1959年（昭和34年）3月25日 - 江住村を編入。
- 1976年（昭和51年） - 大阪府寝屋川市と姉妹都市提携を締結。

### 主な出来事
- 2024年（令和6年）8月8日 - 南海トラフ地震に関連する情報が発出。翌日から同年8月15日まで、町独自の判断により海水浴場などの施設の閉鎖が行われた[8]。

## 行政
町長は岩田勉（いわた つとむ）である。1983年12月18日に就任以来、しばらく町長の職についていた桂功（かつら いさお）前町長が任期途中で、健康上の不安を理由に統一地方議会選挙の改選日程に合わせる形で辞職した。これに伴い新人3名が町長選に立候補、2011年4月22日に投開票が行なわれ、町長が決定した。

### 議会
議員定数は10名である。定例会議は3月・6月・9月・12月に行われる。

## 経済
1995年の統計によると
第一次産業就業人数は604名（21%）、
第二次産業就業人数は865名（30%）、
第三次産業就業人数は1,378名（48%）
である。

### 産業
漁業・林業・農業・畜産業及び観光業が、すさみ町の基幹産業である。漁業は特に盛んで、沖合を流れる黒潮の影響によりカツオ、ブリ、イセエビなどの水揚げが多くなっている。特にカツオはすさみケンケン鰹として（すさみけんけん釣りカツオとしてプライドフィッシュ認定）ブランド化されており、イセエビも全国1位だったことがあるなど、全国有数の水揚げ量を誇る。また、海岸部より内陸部に入った地区では、杉・桧などの林業が伝統的に行われている。昭和40年代までは町内に多数の製材所が存在したが、国内木材が価格低迷する中で多くの製材所は閉鎖され、産業としての林業は停滞している。また、江住地区ではレタスの栽培が盛んとなっており、全国に先駆けてレタス栽培が行われたが、最盛期の1割程度にとどまっている。畜産業ではイノブタ飼育が知られ、イノブータン王国というミニ独立国も存在し、活発にイベントが行われていた。イベントの一つにイノブタを競走させる「イノブタダービー」（年1回開催）があるが、2024年には飼育頭数の減少で出走頭数が確保できずに中止となった。
すさみ町に工場・事業所を置く企業
- オリムピック　旧オリムピック釣具。(釣具・ゴルフシャフトなどを製造)。和歌山第一工場と和歌山第三工場が同町にある（和歌山第二工場は上富田町）。

### 金融機関
- 紀陽銀行　周参見支店（周参見）
- JA紀南 すさみ支所（周参見）

### 日本郵政グループ
集配郵便局
- すさみ郵便局（周参見）
- 江住郵便局（江住）

無集配郵便局
- 佐本郵便局（佐本中）

各郵便局にはゆうちょ銀行のATMが設置されており、すさみ郵便局ではホリデーサービスを実施（2011年6月現在）。
※周参見町内の郵便番号は、町西部地域（周参見地区など）が「649-26xx」（すさみ郵便局の管轄）、町東部地域（江住・佐本地区など）が「649-31xx」（江住郵便局の管轄）となっている。

## 姉妹都市・提携都市
- 大阪府寝屋川市 - 1976年姉妹都市提携締結
- ボスニア・ヘルツェゴビナ イェゼロ（英語版） - 2022年6月30日友好姉妹都市提携締結[14]

## 教育
人口の減少により小中学校の統合が進められ、2014年時点では「2017年（平成29年）度を目標に、周参見小学校・周参見中学校に統合」の予定となっていたが、江住小学校については廃校となる2023年時点まで存続していた。
- 小学校
  - すさみ町立周参見小学校（すさみ町周参見4027番地）
- 中学校
  - すさみ町立周参見中学校（すさみ町周参見4027番地）
- 町内には大学はないが、近畿大学の水産試験場が存在する。

統廃合により廃校となった学校
- 小学校
  - すさみ町立佐本小学校（すさみ町佐本中92番地） - 2008年度末をもって廃校[16]
  - すさみ町立見老津小学校（すさみ町見老津475番地） - 2016年度末をもって廃校[16][18]
  - すさみ町立江住小学校（すさみ町江住670番地）-2023年度末をもって廃校
- 中学校
  - すさみ町立江住中学校（すさみ町江住670番地[注釈 1]） - 2016年度末をもって廃校[18]
- 高等学校
  - 和歌山県立南紀高等学校周参見分校（すさみ町周参見3685番地）- 2016年度末をもって廃校

## 交通

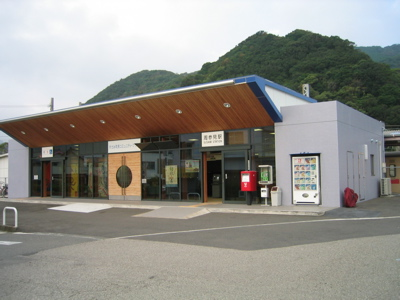
周参見駅

### 鉄道
町内にはJR紀勢本線が走っている。紀勢本線はこのあたりでは普通列車は2時間に1本くらいの割合で運行されている。代表駅は周参見駅（無人駅）で、この駅には特急列車を含めてすべての列車が停車する。江住駅と見老津駅（ともに無人駅）には、特急は停車せず普通列車のみが停車する。
- 西日本旅客鉄道
  - 紀勢本線：（串本町）- 江住駅 - 見老津駅 - （双子山信号場） - 周参見駅 - （白浜町）

### 路線バス
- 町コミュニティバス（すさみ交通に委託）（周参見駅～佐本〜深谷など）

### 道路
高速自動車国道（新直轄方式）
- 紀勢自動車道（国道42号）

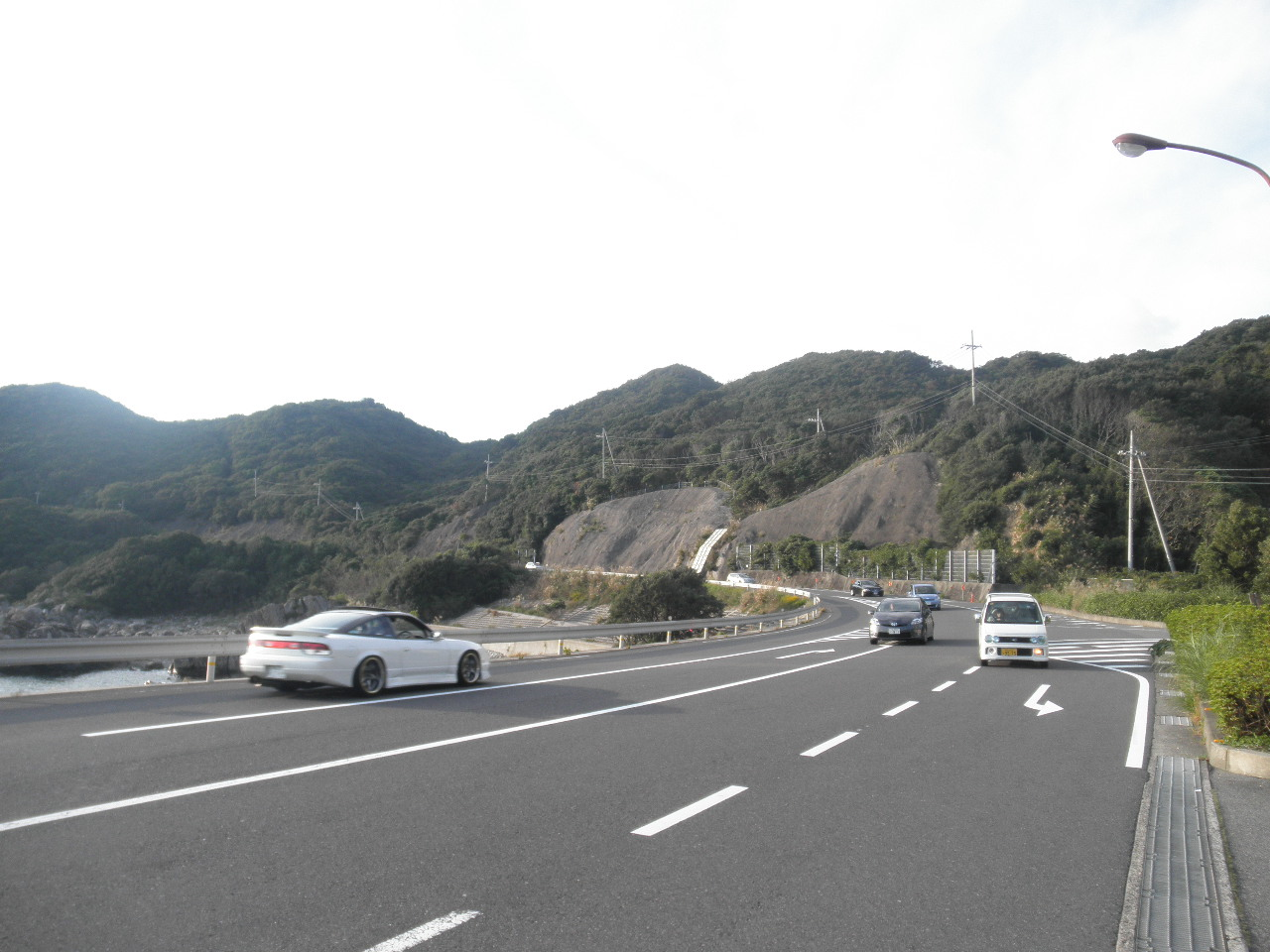
太平洋沿いを縦断する国道42号
見老津で撮影

  - すさみIC：旧すさみ町域（町役場はこちらが近い）
  - すさみ南IC：旧江住村域

一般国道
- 国道42号

県道
- 主要地方道
  - 和歌山県道36号上富田すさみ線
  - 和歌山県道38号すさみ古座線
- 一般県道
  - 和歌山県道222号城すさみ線
  - 和歌山県道225号大附見老津停車場線
  - 和歌山県道243号日置川すさみ線

道の駅
- イノブータンランドすさみ
- 道の駅すさみ

ガソリンスタンド
- 町営江住給油所

2010年に町内唯一のSS廃業すると、最も近いSSまで13キロ離れてしまいSS過疎地となる。地域住民の利便性向上のために閉鎖中のSSを買い取り2017年に町営のSSとして再開した。

## 名所・旧跡・観光スポット・祭事・催事

### 観光

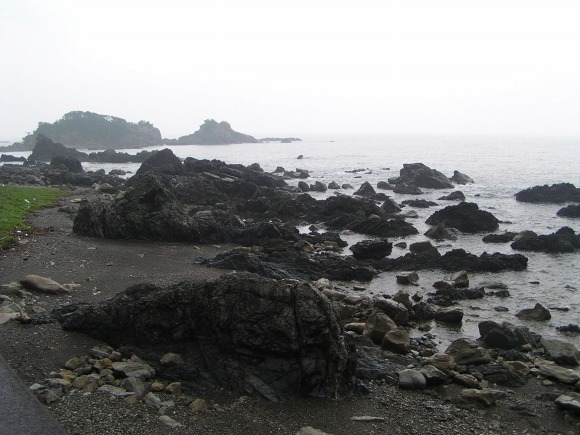
枯木灘

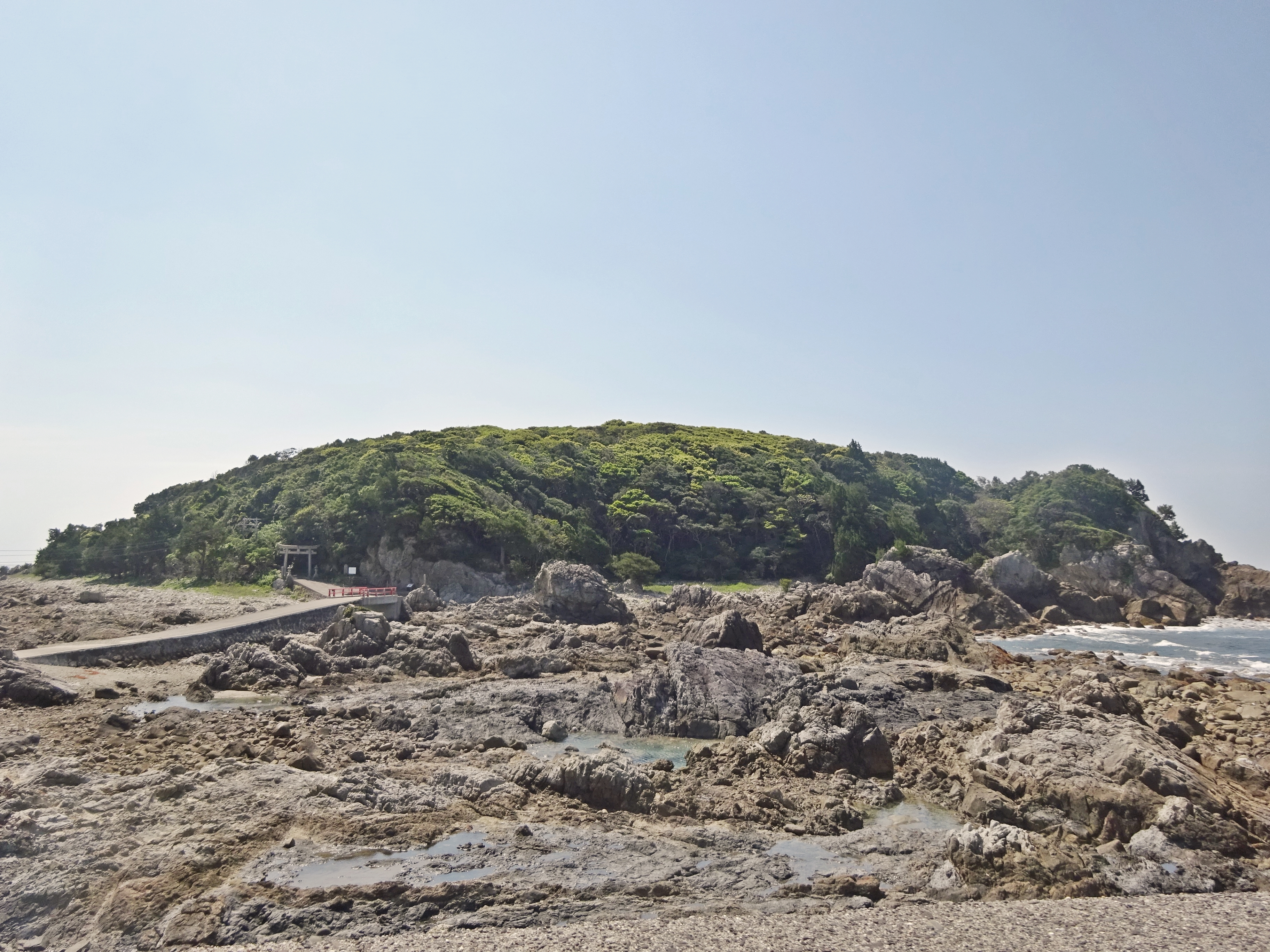
江須崎島（暖地性植物群落）

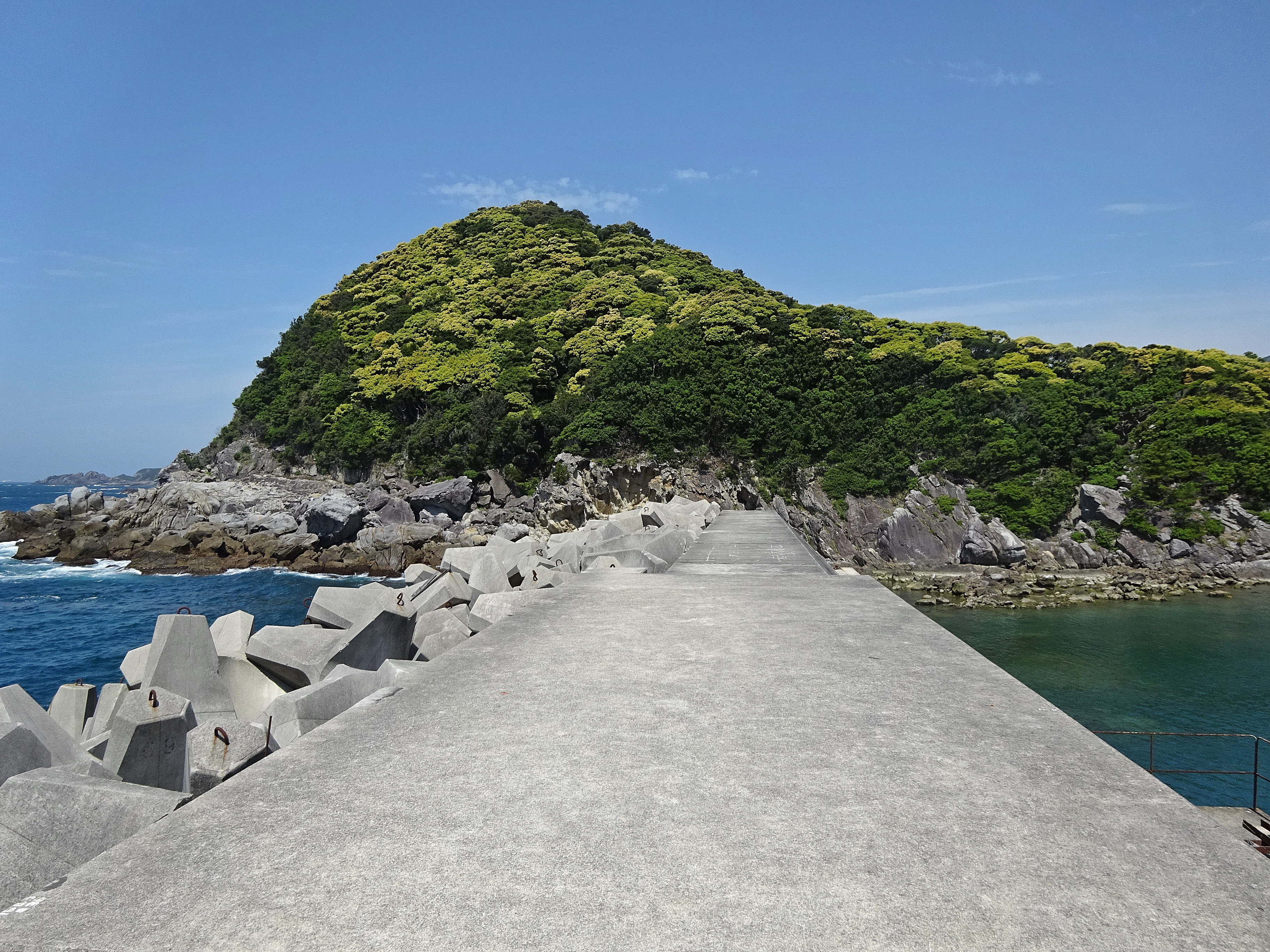
稲積島（国指定記念物）

- 熊野古道 - 大辺路
- すさみ八景
- 雫ノ滝
- 枯木灘
- 江須崎 - 暖地性植物の群落あり。
- 稲積島
周参見湾の沖合い数百メートルの場所に浮かぶ周囲1キロほどに位置する島で、古くより周参見の住民から漁業の守り神として信仰を集めてきており、弁財天が祀られている。オオタニワタリの自生北限地でもあり、島には稲積島暖地性植物群落があるため1950年（昭和25年）11月には国の天然記念物に指定された。周参見駅の南東からこの島へは堤防が築かれ、堤防を伝い渡島できるが島内に歩道や足場は無い。島の植物採取は禁じられている。
- 萬福寺 - 臨済宗の寺院で、周参見氏の菩提寺。周参見駅裏に所在。
- 周参見城跡 - 周参見氏の居城。萬福寺裏の秋葉山にあったとされる。
- 神田城跡 - 周参見氏の一族である宇都宮道直が1569年（永禄12年）に築城。周参見王子神社の東約1kmの神田山にあったとされ、本丸に城跡の石碑がある。
- 周参見王子神社
- すさみ町立歴史民俗資料館 - 周参見王子神社の境内に所在。
- 海底ポスト - 世界初。ギネスブックにも一番深い場所にある郵便ポストで認定。実際にハガキを出すことができる。
- イノブータン王国
- すさみ町立エビとカニの水族館
- 日本童謡の園

### 観光大使
2023年12月よりサックス奏者のNazukiが就任。

### 温泉
- すさみ温泉

## 著名な出身者
- 岡本光（元プロ野球選手、大阪府藤井寺市議会議員）
- 岡本洋介（元プロ野球選手・阪神タイガース、岡本光の甥）
- 保富康午（作詞家）
- 田中譲（松村組社長、衆議院議員）

## すさみ町を舞台とした作品
- Myself ; Yourself - 2007年10月からアニメ放映、同年12月にPS2ゲームソフトとして発売された。舞台として登場する「桜乃杜駅」が周参見駅をモデルとしている。